# Nemesis (Azaghal)
Nemesis è un album del gruppo black metal finlandese Azaghal, pubblicato il 31 gennaio 2012 dall'etichetta discografica Moribun Records.

## Tracce
1. De Masticatione Mortuorum - 3:04
2. Pohjoisen Valkoinen Kuolema - 4:10
3. Vihasta ja Veritöistä - 7:36
4. Hail the Whore - 5:23
5. Ex Nihilo - 7:30
6. In Deathlike Silence - 4:25
7. Black Legions of Satan - 4:19
8. Nemesis - 4:42
9. The Pit of Shoggoths - 6:16
10. Satanic Devotion - 4:30

## Formazione
- Narqath - chitarra, basso, voce, tastiera
- JL Nokturnal - synth, chitarra
- Chernobog - batteria
- Niflungr - voce, basso